# Estadilla
Estadilla è un comune spagnolo di 794 abitanti situato nella comunità autonoma dell'Aragona.
Fa parte della comarca del Somontano de Barbastro.